# أنطور أكبر
أنطور أكبر (الاسم العلمي:Anthurium maximum) هو نوع من النباتات يتبع جنس الأنطور من الفصيلة اللوفية.